# Сен-Жорж-Антиньяк
Сен-Жорж-Антинья́к (фр. Saint-Georges-Antignac) — коммуна во Франции, находится в регионе Пуату — Шаранта. Департамент коммуны — Приморская Шаранта. Входит в состав кантона Сен-Жени-де-Сантонж. Округ коммуны — Жонзак.
Код INSEE коммуны — 17332.

## Население
Население коммуны на 2010 год составляло 400 человек.
| 1962 | 1968 | 1975 | 1982 | 1990 | 1999 | 2010 |
| ---- | ---- | ---- | ---- | ---- | ---- | ---- |
| 426  | 430  | 391  | 337  | 344  | 374  | 400  |